# 1277 Dolores
1277 Dolores este un asteroid din centura principală, descoperit pe 18 aprilie 1933, de Grigori Neuimin.